# Естоер
Естоер (фр. Estoher) насеље је и општина у јужној Француској у региону Лангдок-Русијон, у департману Источни Пиринеји која припада префектури Прад.
По подацима из 2011. године у општини је живело 155 становника, а густина насељености је износила 5,94 становника/km². Општина се простире на површини од 26,08 km². Налази се на средњој надморској висини од 360 метара (максималној 2.481 m, а минималној 336 m).

## Демографија
| 1962. | 1968. | 1975. | 1982. | 1990. | 1999. | 2011. |
| ----- | ----- | ----- | ----- | ----- | ----- | ----- |
| 160   | 165   | 127   | 115   | 124   | 134   | 155   |

График промене броја становника у току последњих година